# Датування
Датування:
1) методи визначення віку геологічних структур, порід і копалин і класифікації їх за геологічними епохами. Датування може здійснюватися шляхом ідентифікації копалин за організмами, що жили тільки у визначені часи (маркери копалин), шляхом вивчення фізичних відношень гірських порід до інших гірських порід відомого віку чи шляхом вимірювання кількості радіоактивних елементів породи, що змінилися з моменту її формування, використовуючи процес радіометричного датування.
2) Надання документу реквізиту «дата».